# Budieni, Gorj
Budieni este un sat în comuna Scoarța din județul Gorj, Oltenia, România.
Budieni Arhivat în 6 ianuarie 2015, la Wayback Machine. este o fostă comună, acum sat, parte din comuna Scoarța, situată în județul Gorj din regiunea geografică Mica Valahie sau, actual, Oltenia.

## Geografie
Aflată în zona dealurilor subcarpatice din sud vestul României (Subcarpații Getici), la poalele Munții Parâng și cu priveliște către Retezat, la o depărtare de mai puțin de 10 km de Târgu Jiu, la est de acesta, se află așezarea Budienilor. Coordonate: 45° latitudine nordică, 23° 24' longitudine estică.

### Dealuri subcarpatice
Budieniul locuit se află pe dealurile subcarpatice din zona sud, sud-estică din imediata apropiere a municipiului Tg. Jiu, reședința județului Gorj. În urmă cu ceva vreme zona de deal a Budienilor cuprindea și dealurile Pisteștilor până la cele ale Bălăneștiului. 
Marea majoritate erau cultivate de sute de ani cu viță de vie. În fapt, Radu Vodă Mihnea la 13 mai 1613 (Târgoviste) menționează aceste vii pe care le cumpărase parțial. Viticultura, o tradiție aici, s-a pierdut din păcate în ultimii 25 de ani.

### Luncă
Ținutul cuprinde și o zonă agricolă întinsă denumită Lunca Budienilor care practic este partea sudică și sud-estică a platoului pe care se găsește municipiul Tg. Jiu. Ea intră practic în alcătuirea părții nordice a Luncii Jiului. Această zona are cel mai fertil sol fiind cultivata in special cu cereale. Aici se cunoaște o rețea de canale ce au servit atât irigării cât și preluării cantităților prea mari de precipitații. Acestea au fost realizate cu peste o sută de ani înainte dar acum nu mai sunt întreținute și ca urmare sunt parțial nefuncționale. Neexistând sisteme de pompare, funcționarea lor era absolut ingenioasă prin pantele care le aveau.

### Floră
Există o zonă mare de padure alcătuită în special din mai multe specii de stejar. Cresc și carpenul, alunul, arțarul, teiul, părul și mărul sălbatic iar în zona de luncă salcia și plopul (spre dispariție). Din 1911 a fost introdus și salcâmul pentru perdele, de protecție a terenului și cu utilizare ca lemn de esență tare cu ritm mai mare de creștere. Bureții iuți, mânătărcile și ferigile se află în păduri. Tot felul de flori ca viorelele, tămâiorii, cocoșeii, brebeneii, mărgăritarul, frăguțele sau plante medicinale ca izmă (mentă sălbatică), coada șoricelului, gălbenelele etc. sunt aproape peste tot. Măceșele pot fi culese până și iarna.

### Faună
Pot fi întâlnite des căprioare cu cerbi, bursuci, iepuri, veverițe, nevăstuici, șoareci de câmp și vulpi. Fazanii se întâlnesc din ce în ce mai des. Au dispărut lupii și mistreții iar căprioarele sunt mai puține. Există foarte multe păsări care găsesc un areal excelent pentru înmulțire. Ulii, tuturelele, privighetorile, pupezele, ciocănitorile, mierlele, gaițele, pițigoii, vrăbiuțele, coțofanele sau alte înaripate sunt aproape peste tot. Uneori poti gasi în cale, dar fără pericol, șopârle de câmp sau șerpi negri. Cei „galbeni” (viperele) au dispărut în ultimii 30 de ani.

### Hidrografie
Rămase din perioada marelui lac Roșu, Lacul Mutu, Balta Bisericii și cele două bălți din zona Vălenilor sunt ultimele existente pe teritoriul Budieniului. Încă mai există anumite specii de pește dar, fără întreținere și din cauza pescuitului necontrolat, fondul a scăzut dramatic. În zona nord-vestică și de luncă este traversat de râul Amaradia, afluent al Jiului, care are în general debite foarte scăzute.
Există rețea de apă curentă încă din 1967 dar numai parțial. Din 2012 s-a suprapus o altă rețea care acoperă în întregime gospodăriile din Budieni. Deocamdată aceasta din urmă este nefuncțională.

### Sol
Solul este roșcat, de o adâncime de 10–15 cm, relativ productiv, dar numai pentru anumite soiuri. Subsol din straturi de sedimente. Primul strat are 5-7 metri și este din argilă galbenă. În vreme de secetă prezintă crăpături adânci. După argila galbenă urmeaza un strat de argilă nisipoasă. În principiu nu se găsește piatră până la 45-50 de metri după care există dar nu în straturi consistente. Atât în zona de luncă cât și de deal există presupunerea justificată de anumite explorări, a existenței unor rezerve de gaze naturale și petrol neexploatate.

### Climă
Clima este temperată cu influențe mediteraneene slabe. Se disting încă bine cele patru anotimpuri. Vara și toamna sunt de cele mai multe ori secetoase. Ploile sunt de cele mai multe ori scurte și cu debite mari. Pot provoca în zona de deal (în special în dealurile Pisteștilor) deplasări de teren. Iarna aduce zăpadă întotdeauna. Se înregistrează temperaturi joase blânde, peste media României, în luna ianuarie fiind cele mai scăzute din perioada rece.

### Vânt
Vântul local este părăngean. Poartă numele munților de unde bate cu toate că direcția este și din cea a munților Retezat. El se datorează precipitațiilor și furtunilor din munte care se întind uneori până aici. Acesta bate în tot timpul anului. Crivățul dinspre răsărit răzbate până aici dar nu are o intensitate deosebită. Băltarețul este un vânt din sud. Este călduț și aduce întotdeauna ploaie.

## Istorie
Numele satului Budieni se pierde în vechime și provine de la cele două familii: Buda și Ene. Buda a trăit în partea de nord a zonei Piștești în locul ce poartă numele de Dealul Buda,  iar Ene cu Frâncul Mare și Frâncul Mic (cei doi frați ai săi) în partea de vest, în stânga râului Amaradia în josul Pădurii Mari – Arțariș. Cele două familii s-au înrudit, numărul urmașilor a crescut iar așezămintele s-au apropiat în actuala luncă a Budienilor. Acest fapt este cert deoarece rămășițe ale bârnelor de construcție, a vetrelor de foc, de ceramică sau obiecte de bronz au fost scoase până nu de mult din aceste părți de râul Amaradia revenit la vechea matcă.
Inundațiile repetate au facut ca aceste așezări să se mute în timp mai spre sud sau răsărit, în zona de azi a Dragoienilor cu familiile lui Preda ziși Chelarii, strămoși ai Serbănoilor, în zona Vălenilor și Pârvuleștilor cu familiile Fugarilor, Teca și Duțu, spre zona Șestoarei cu așezările Popeților, a unei părți a Duților și a Isacilor sau spre actuala așezare Sașa.
Există o reprezentare a asezarilor cu schimbarile de poziție și denumire a acestora pe o întindere de 8-900 de ani sau mai mult. Această hartă este inclusă în Monografia Budieni (scrisă de înv. Antonie Predescu) și a fost realizată începând cu peste 100-120 de ani în urmă, cu concursul mai multor vârstnici de atunci și reprezintă o sinteză a memoriei colective a comunității. Ea a fost reprodusă ulterior (prin 1959-1960) cu ajutorul profesorului Gheorghe Predescu.
Atestările, prin documente scrise, încep din 1486 și au fost păstrate în colecțiile de documente ale istoricului Alexandru Ștefulescu.
Astfel la 30 iunie 1486 se menționează “Roman cu fii și altora au stăpânire în Românești-Budieni-Izvoare..”șamd.
Vlad Vodă Călugărul confirmă în 1493 către Spatar Hrănitul și soția acestuia stăpânirea inclusiv asupra Budienilor și pe care Radu cel Frumos le dăduse în locul altor așezări din zona mănăstirii Tismana.
In 1619, la Târgoviște, Gavril Vodă Movilă confirmă cumpărătura făcută de tatăl lui Stancu asupra a două locuri vândute de locuitorii din Budieni. Mai există și alte documente și mărturii dar toate, prin înșiruirea lor, dovedesc faptul că pe lângă existența Budieni-ului ca entitate înainte de secolul XV, are o continuitate de secole a acestuia.
În jurul anului 1800 apare Geografia Fizică și Politică care dă pentru prima oară date statistice despre Budieni – Budieni s (sat) în județul Gorj, p (plasa) Ocalul, formează c (comună) cu cătunele Drăgoieni și Pișteștii din Deal cu 955 locuitori.
Deci la începutul secolului al XIX-lea așezarea Budienilor avea aproape 1000 de locuitori.
Primul act de hotărnicie cunoscut este cel al inginerului Caramenchi în 1842 unde se spune că hotarul moșnenilor budieni este alături de hotarul Pișteștilor din 1784 cu doi boieri și până la “Râpa Roșie” (denumire generică – localizare probabilă în dealurile nordice ale Copăcioasei spre Bobu).
După multiplele încercări ale unor boieri de a stăpâni acest ținut și după riposte hotărâte ale moșnenilor locului, apare ACTUL DE HOTĂRNICIE al moșii BUDIENI Districtul Gorj, plasa Ocolu, PROPRIETATEA MOȘNENILOR BUDIENI din 1882, cu măsurătorile făcute de ing. Barbovici, și care stabilește suprafețele (micșorate dar certe) stăpânite de aceștia. 	
Gospodăriile budienilor cuprindeau case mari și încăpătoare în marea lor majoritate cu o înălțime de peste 7 metri și poziționate în părțile mai înalte ale proprietăților. Temeliile erau din piatră de râu potrivită și zidită. Restul casei era din lemn de stejar cioplit manual.
Vitele erau adăpostite în grajduri care aveau la al doilea nivel fâneața. Pe timpul iernii fânul era transferat în iesle prin trape de lemn poziționate în dreptul acestora. O asemenea gospodărie este expusă la Muzeul Satului. Este vorba de casa din Budieni a fam. Beuran așezată, la transfer pe noul amplasament, pe o temelie din beton.
Starea economică la 1910, după recuperarea prin cumpărare a unor suprafețe de teren ajunse în proprietatea diverșilor boieri, era următoarea:
Locuitori - moșneni
Suprafața com. Budieni inclusiv Sașa - 2870ha
Suprafața cultivată cu grâu și secară – 190ha
Suprafață cultivată cu porumb – 694ha
Fânețe – 292ha
Livezi și vii – 190ha
Pădure și izlaz – restul
Număr de locuitori (fara Piștești și Sașa – numărătoare parțială –în realitate peste 1000) – 867
Știutori de carte – 272 (B-232, F-34)
Economii depuse în Banca Populară – peste 10000 lei
Învățători – 2 (3 posturi)
Elevi – 132 …..!!!! (B-64, F-48)
Săli de clasă – 2+1
Agent sanitar – 1
Agent veterinar -1
Jandarm post -2
Perceptor – 1
Prăvălii, cârciumi – 1
Nu există date despre numărul de gospodării, vite, alte așezăminte sau biserici și preoți.
Nu era așa rău! Cert este că Budieni-ul a pășit în epoca modernă cu dreptul și că mai presus de toate își dorea să învețe.
Sursă: http://budieni.ro  autor Mihai Ivan

## Satul Budieni în prezent
- harta -

### Infrastructură
Cele mai multe conexiuni rutiere sunt la DN (route) 67 ce face legătura Tg. Jiu – Rm. Valcea. Aceasta este calea cea mai scurtă către București (283 km). Dinspre Tg. Jiu se poate ajunge de asemenea pe DJ 633/663 și 674A sau 633A. 
Către Craiova legătura se face prin DJ 633/663 și DN (route) 66. Practic DJ 633 face legatura dintre DN (route) 66 si DN (route) 67, în extremitatea sa nordică înșirându-se așezările budiene.
În proporție de 90% drumurile sunt asfaltate sau din beton.
Există curse regulate între Tg. Jiu și centrul localității Budieni. Transportul feroviar a avut vechi tradiții. Budieni are trei puncte de conexiune cu traseul de cale ferată și este străbătută de două căi ferate în zona locuită. Există două stații BUDIENI, și o stație LUNCA BUDIENI care reprezintă și un punct de triere pentru traficul feroviar de la Tg. Jiu. Aceasta din urmă se afla într-un program finanțat de stat pentru desființare (!!!) iar celelalte funcționează într-o manieră primitivă în ciuda faptului ca până nu cu mult în urmă erau foarte utilizate.
Există un oficiu poștal. Codul poștal al localității Budieni este 217427.
Ca organizare administrativă Budieni este parte a comunei Scoarța, județul Gorj Cod SIRUTA : 81898

### Populație
Populația actuală nu poate fi foarte precis definită ca număr și structură. Ea este inclusă în totalul alcătuit din cei 4300 de români, 754 rromi și doi unguri anunțați de către primăria actualei structuri organizatorice Scoarța.
Dacă ar fi să luăm în considerație comasările succesive dupa desființarea și ulterior reînființarea comunei Scoarța alipită cu Copăcioasa și apoi cu Bobu și Budieni, atunci am putea deduce ca aproape jumătate trăiesc între limitele geografice ale fostei comune Budieni. Primaria din Scoarța o poate confirma sau nega.
Dacă este să ne luăm după codificările din Sistemul Informatic al Registrului Unităților Teritorial - Administrative din România atunci comuna Scoarța are 11 subdiviziuni pentru care a existat o mai mică sau mai mare doză de subiectivism în alegerea lor.
Populația este în special angrenata în activitățile agricole din gospodăriile proprii. Mai sunt locuitori ce lucreaza în cadrul a 19 firme mici sau PF autorizate, în cadrul unor companii de prestări servicii sau producție din municipiul Tg. Jiu sau din localități vecine sau în cadrul organizațiilor sau autorităților locale.
Nu există societăți comerciale prelucrătoare sau de producție bazate pe rersursele locale, iar mai grav nu exista un suport pentru acestea. Primăria din Scoarța (și nu numai) o poate confirma sau nega.	
Religie

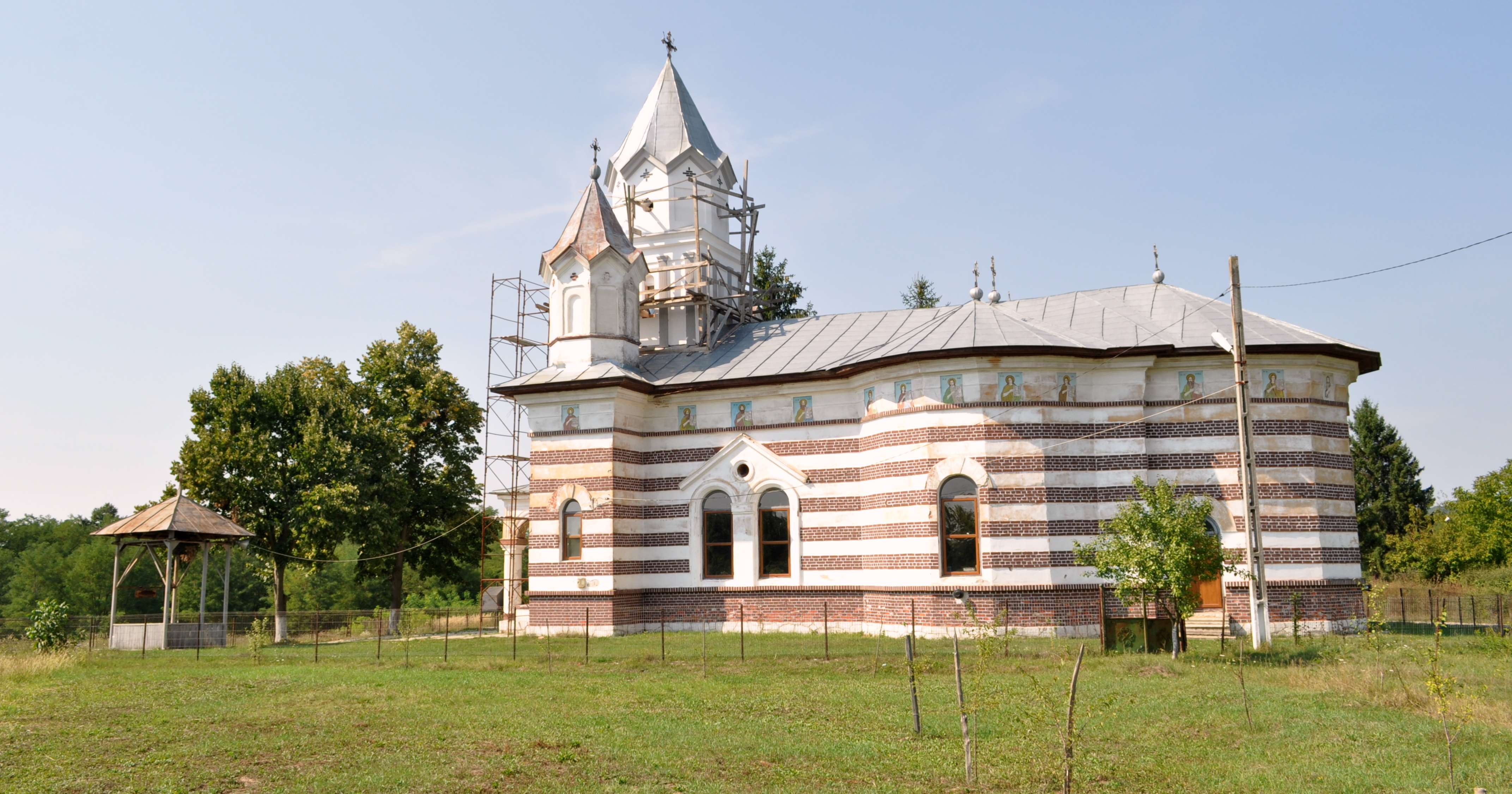
Biserica „Sfinții Trei Ierarhi” (monument istoric)

Există 4 biserici ortodoxe dintre care o biserică din lemn cu o vechime mai mare de 500 de ani, propusă sau inclusă în rândul monumentelor naționale și aflată în dealul Pisteștilor.
Biserica Trei Ierarhi a fost ridicată cu 50 de ani înainte de reobținerea actului de hotar al moșnenilor budieni, adică în 1832, lângă locul celei cu o vechime de peste 3 secole de la care se mai pastreaza zona de altar declarată, de asemenea, monument național.
Începând din 1995, preoții care au slujit au avut perioade scurte de timp de ședere în rândul comunității nereușind să aducă acesteia spiritualitatea de altădată. Patriarhia prin Sectorul relații bisericești și interreligioase poate confirma sau nega.

### Comunitate
Școala din Budieni se află în centrul așezământului și este continuitoarea unei școli ridicate cu mai mult de 100 de ani în urmă.
Aceasta din urmă a fost pentru câțiva ani lăcașul muzeului etnologic Budieni și care acum este în stare de degradare cu proporția de 90%. La ora actuala în clădirea școlii primare (2 nivele) mai învățau în jur de 20 copii.
În centrul localității, în apropierea locului unde a existat în perioada interbelică sediul băncii populare și unde se află școala actuală, există căminul cultural ridicat în epoca comunistă dar și un monument dedicat numeroșilor eroi din Budieni căzuți în Primul Război Mondial.
Nu departe de monument, a fost ridicată o troiță despre care nu există suficiente date în acest moment.
În zona împădurită din perimetrul Budienilor există o unitate militară.

## Imagini

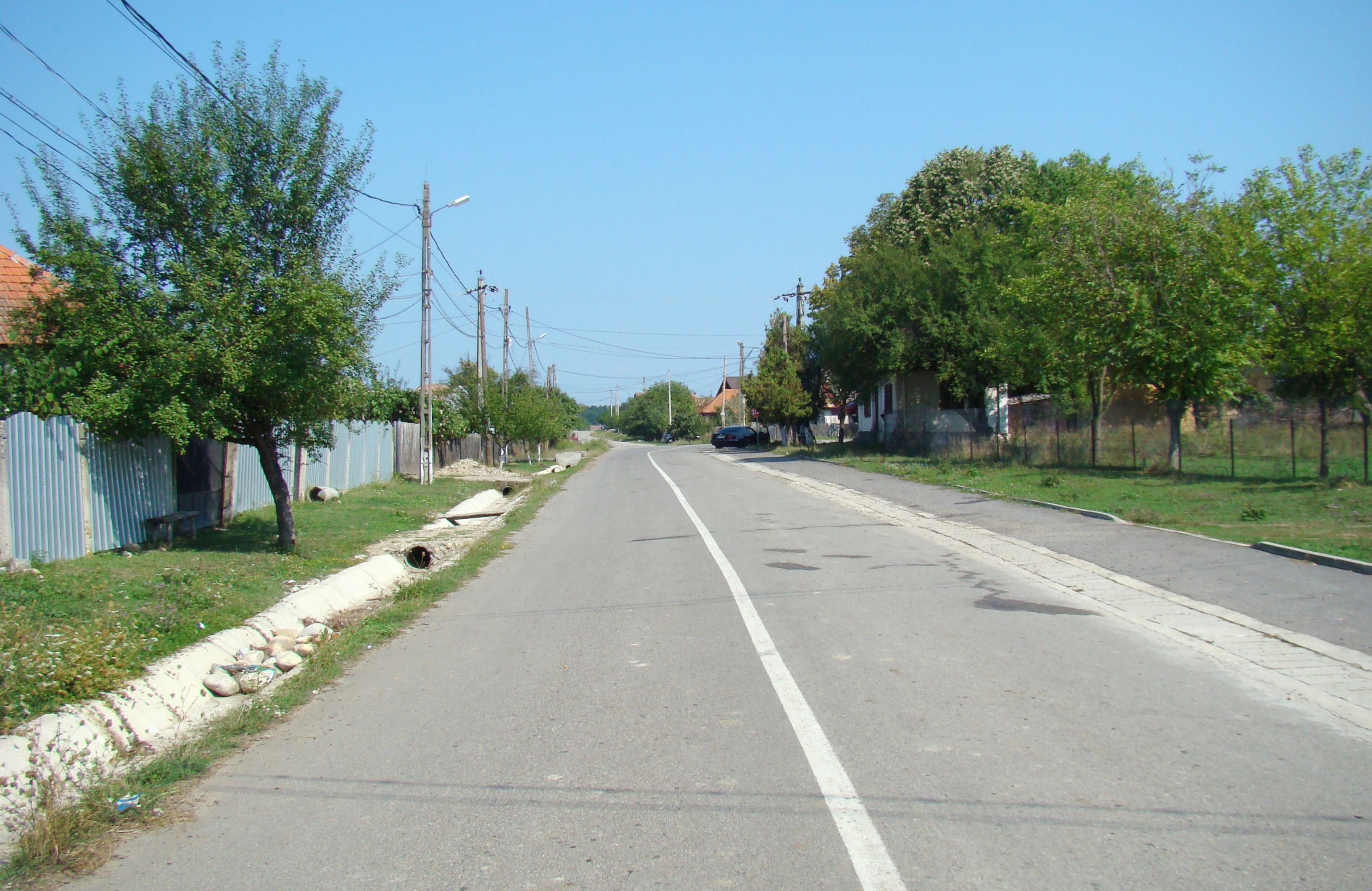
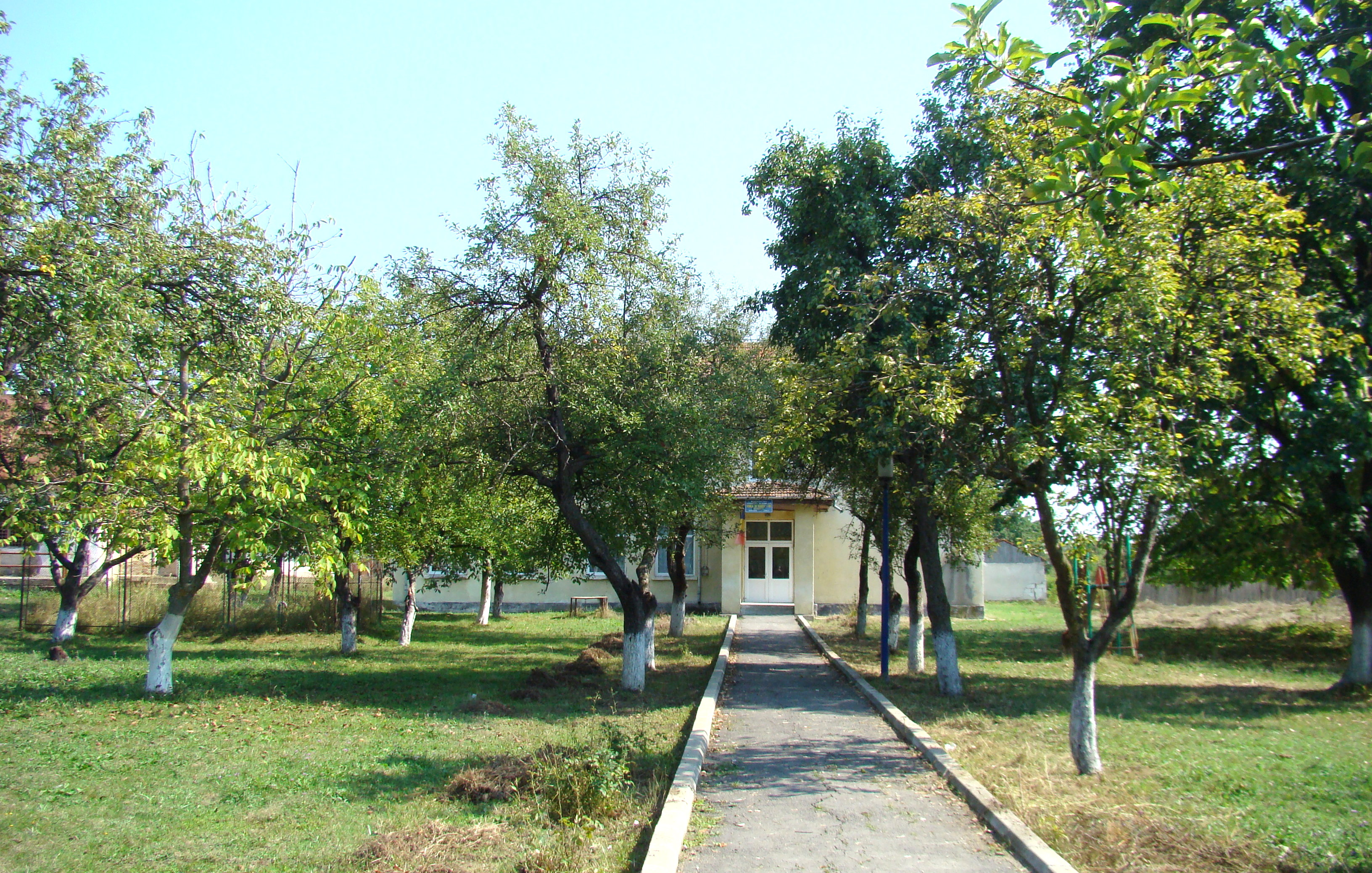
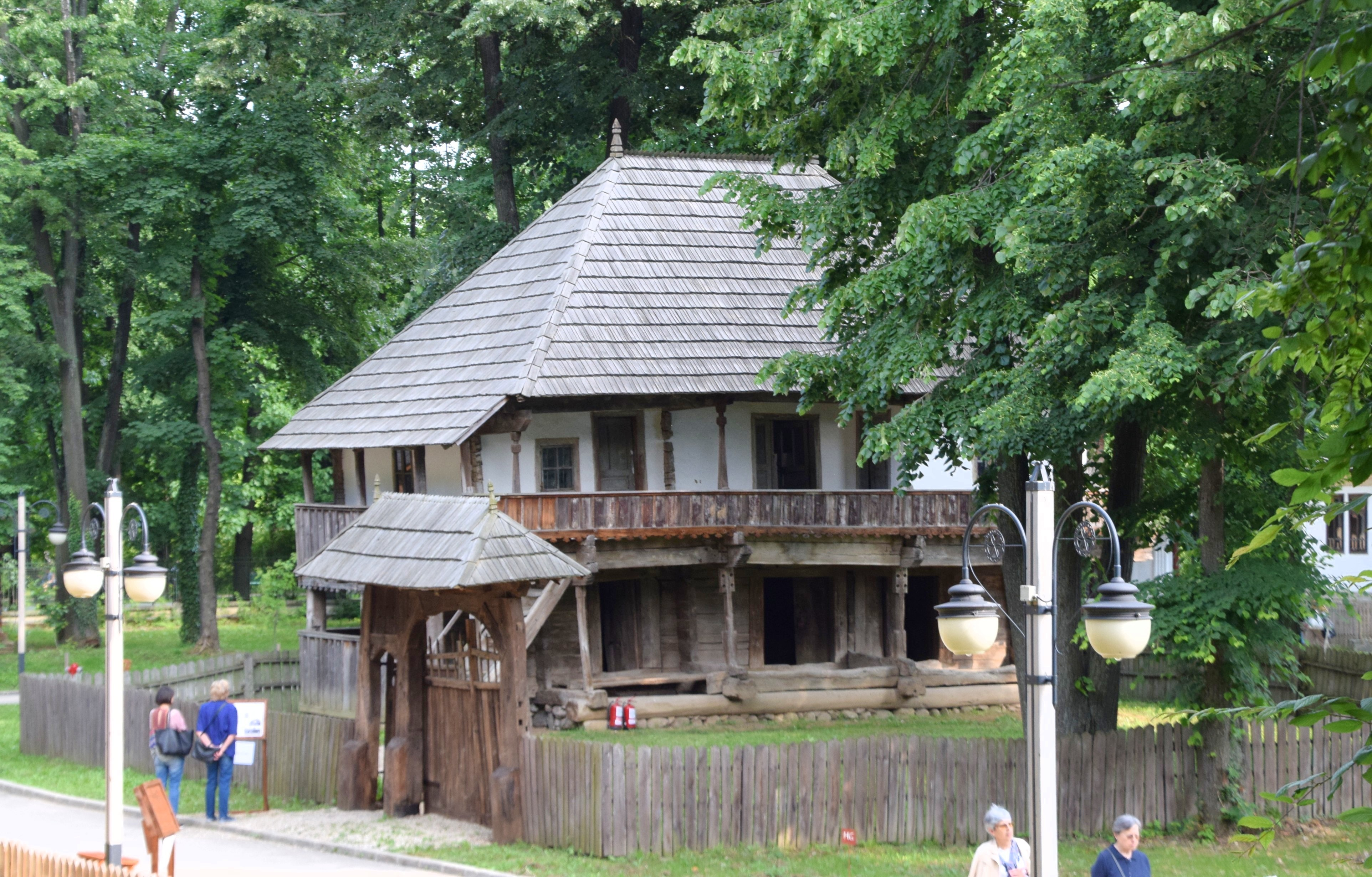
Casă din Budieni, Gorj expusă la Muzeul Satului din București
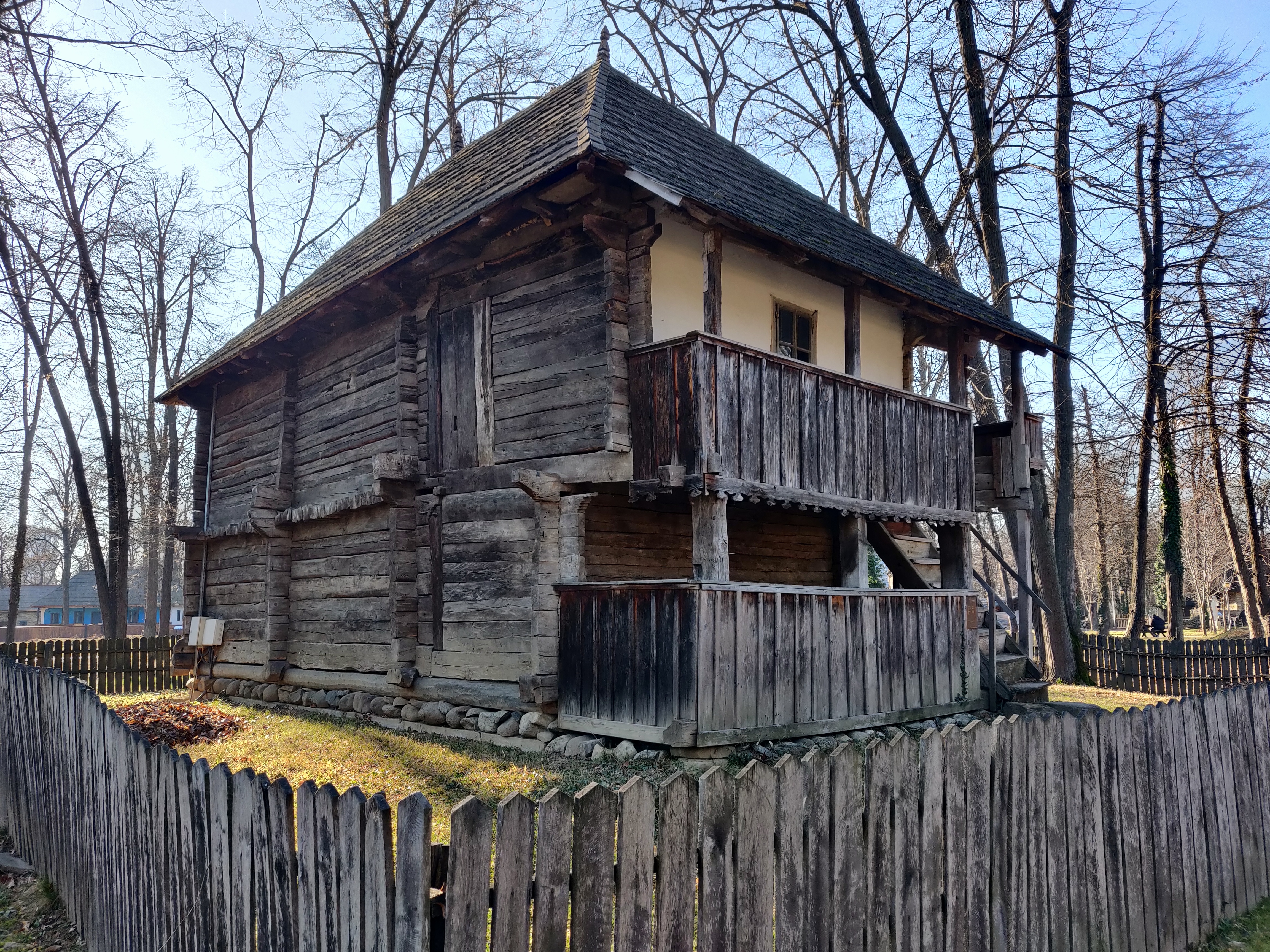
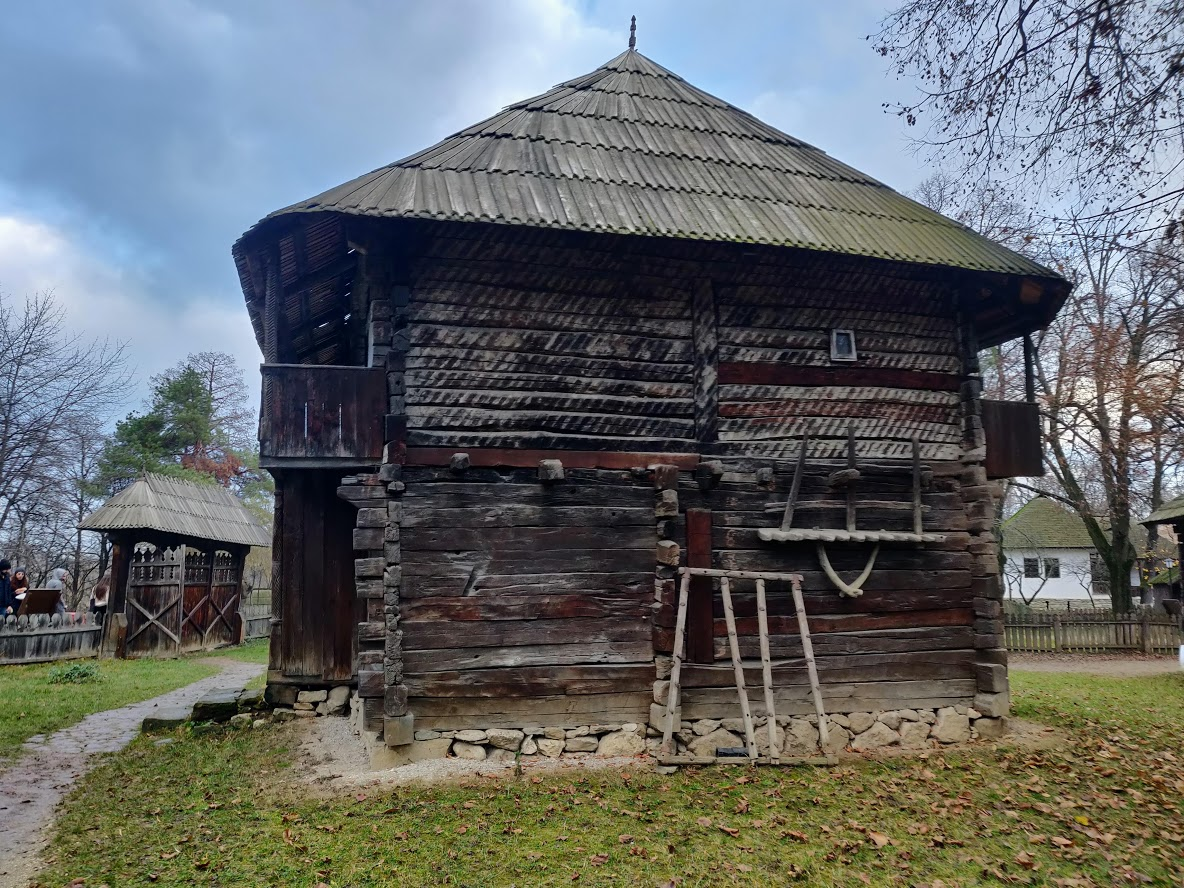
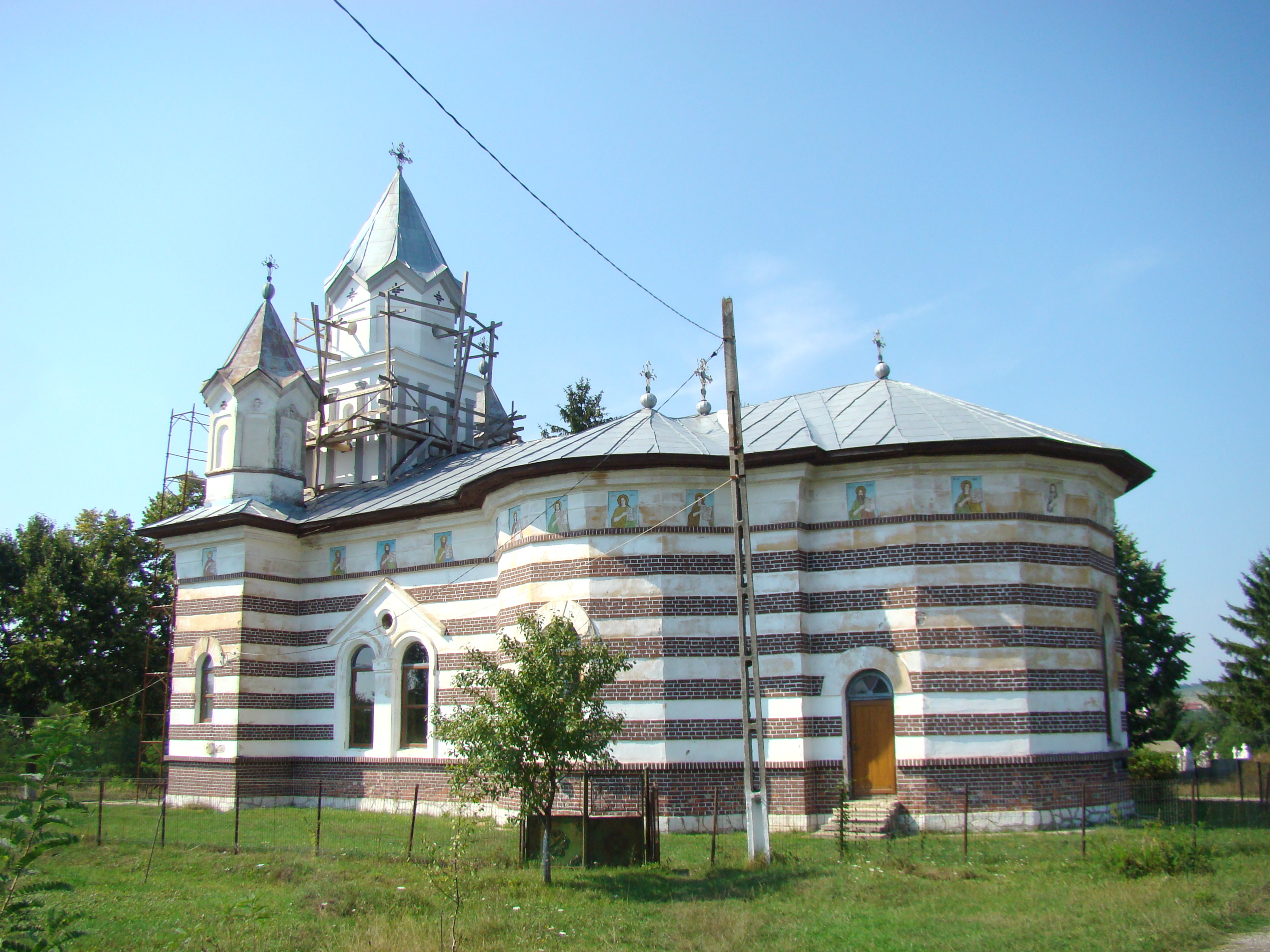
Biserica „Sfinții Trei Ierarhi” (monument istoric)
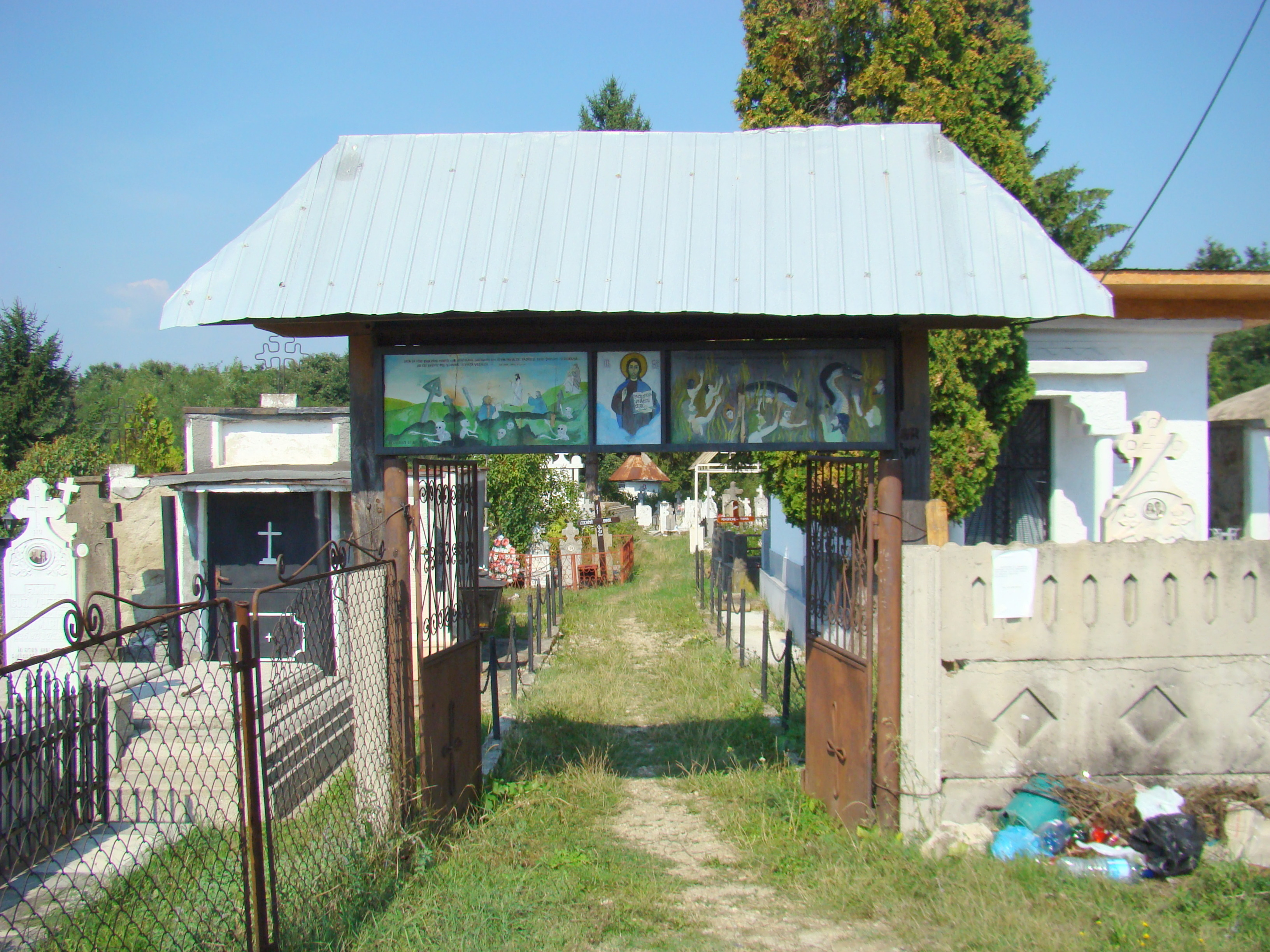
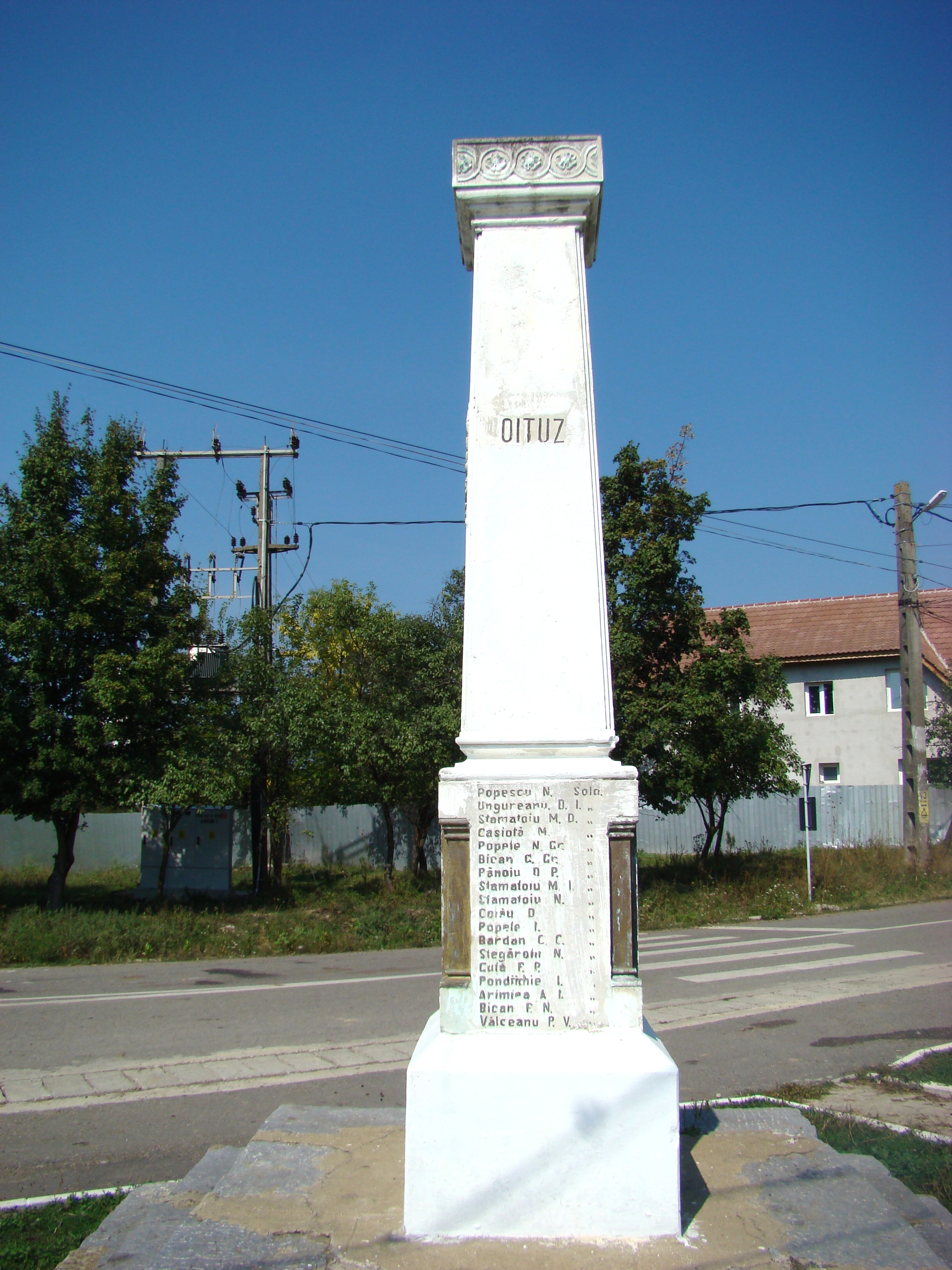
Monumentul eroilor (1)
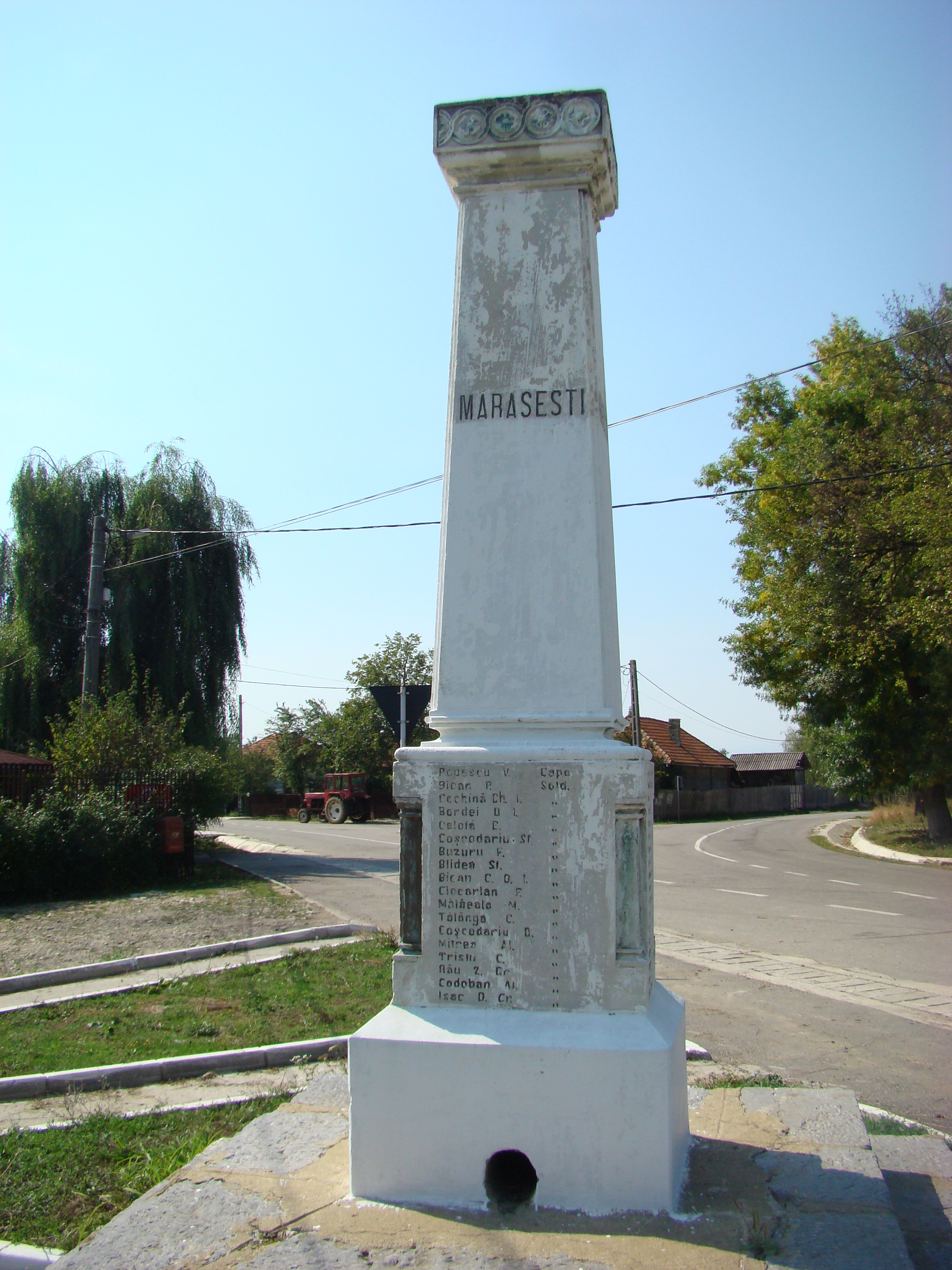
Monumentul eroilor (2)
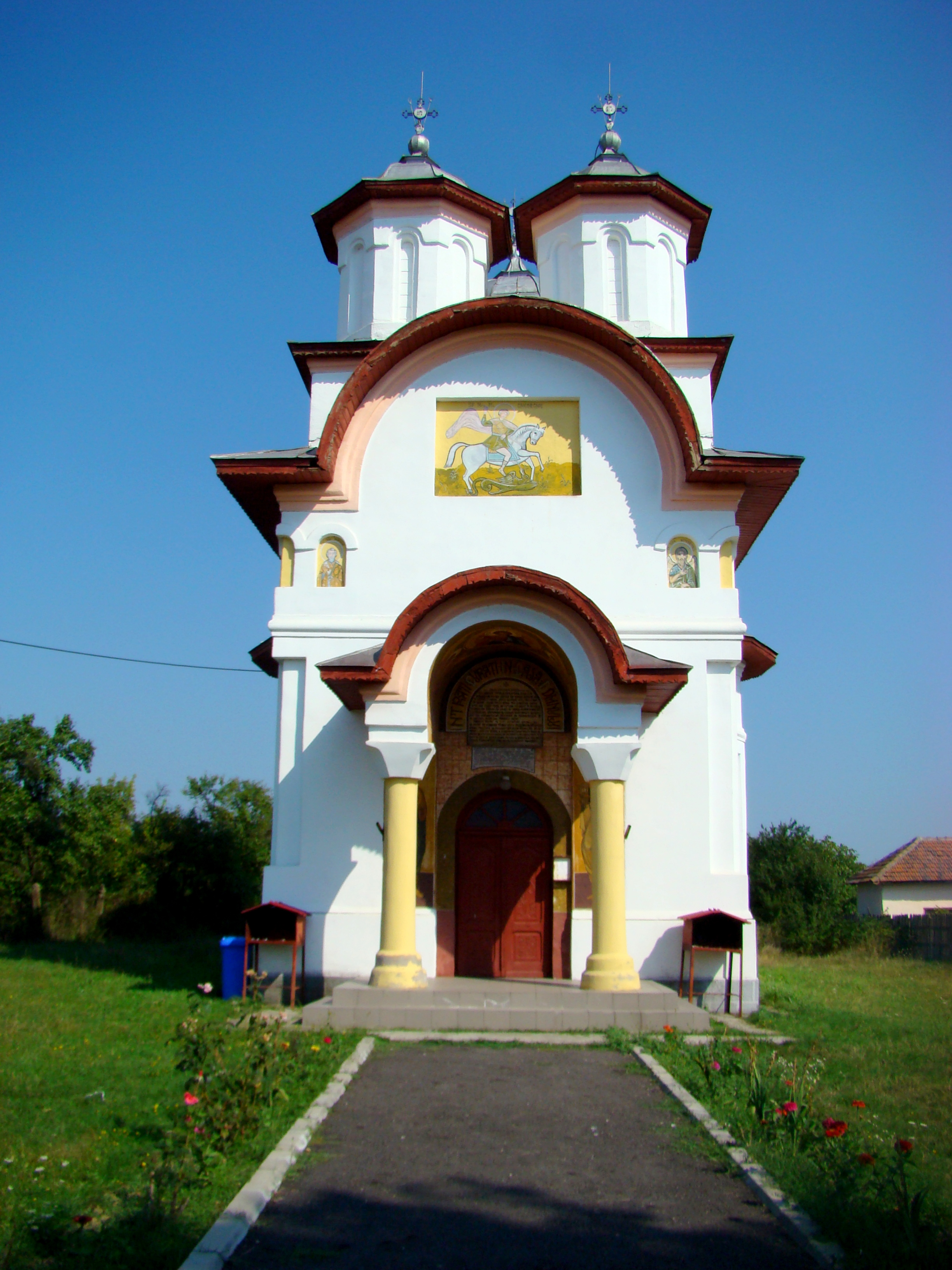
Biserica din cătunul Văleni (1)
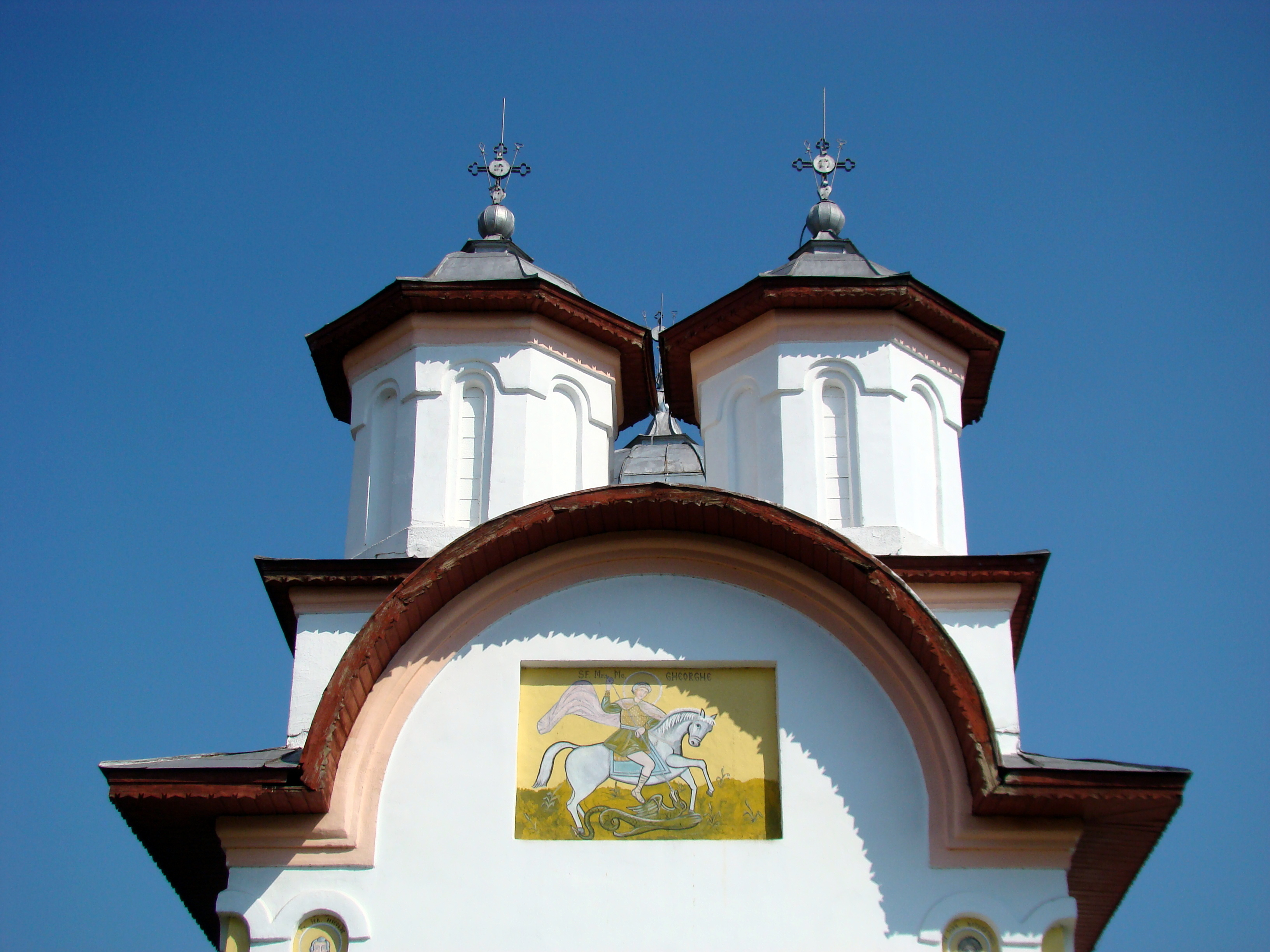
Biserica din cătunul Văleni (2)
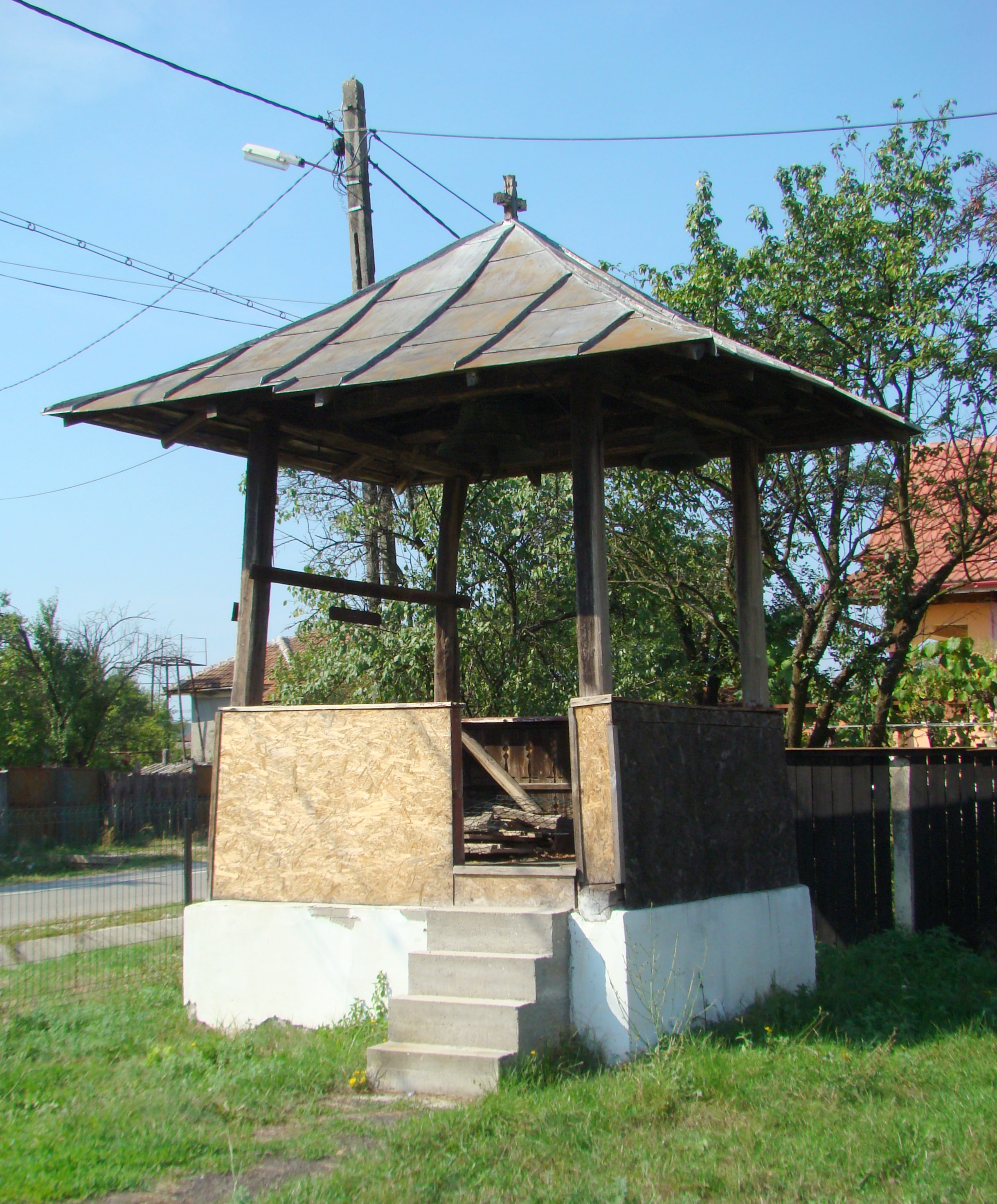
Clopotnița
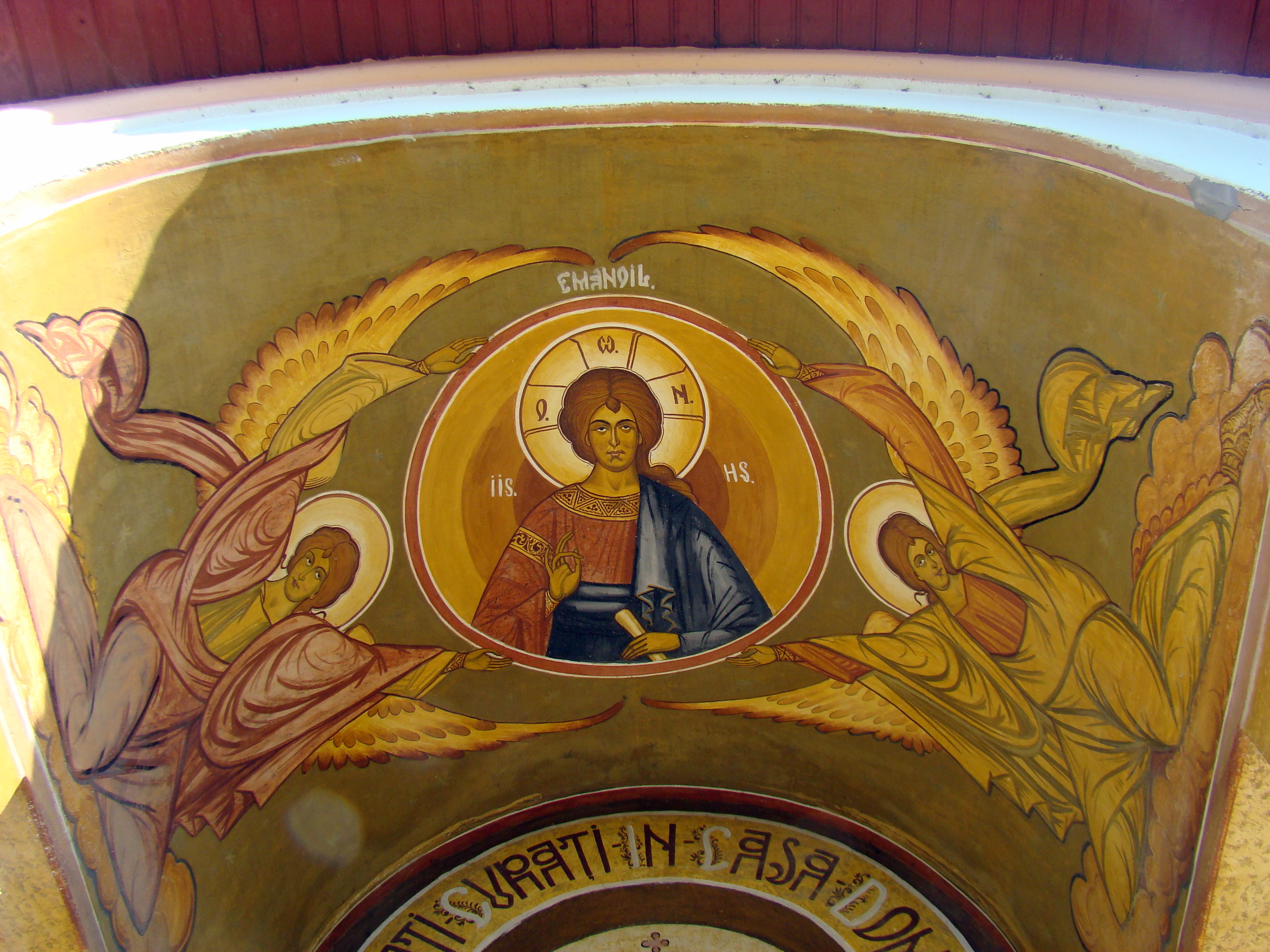
Biserica din cătunul Văleni (3)
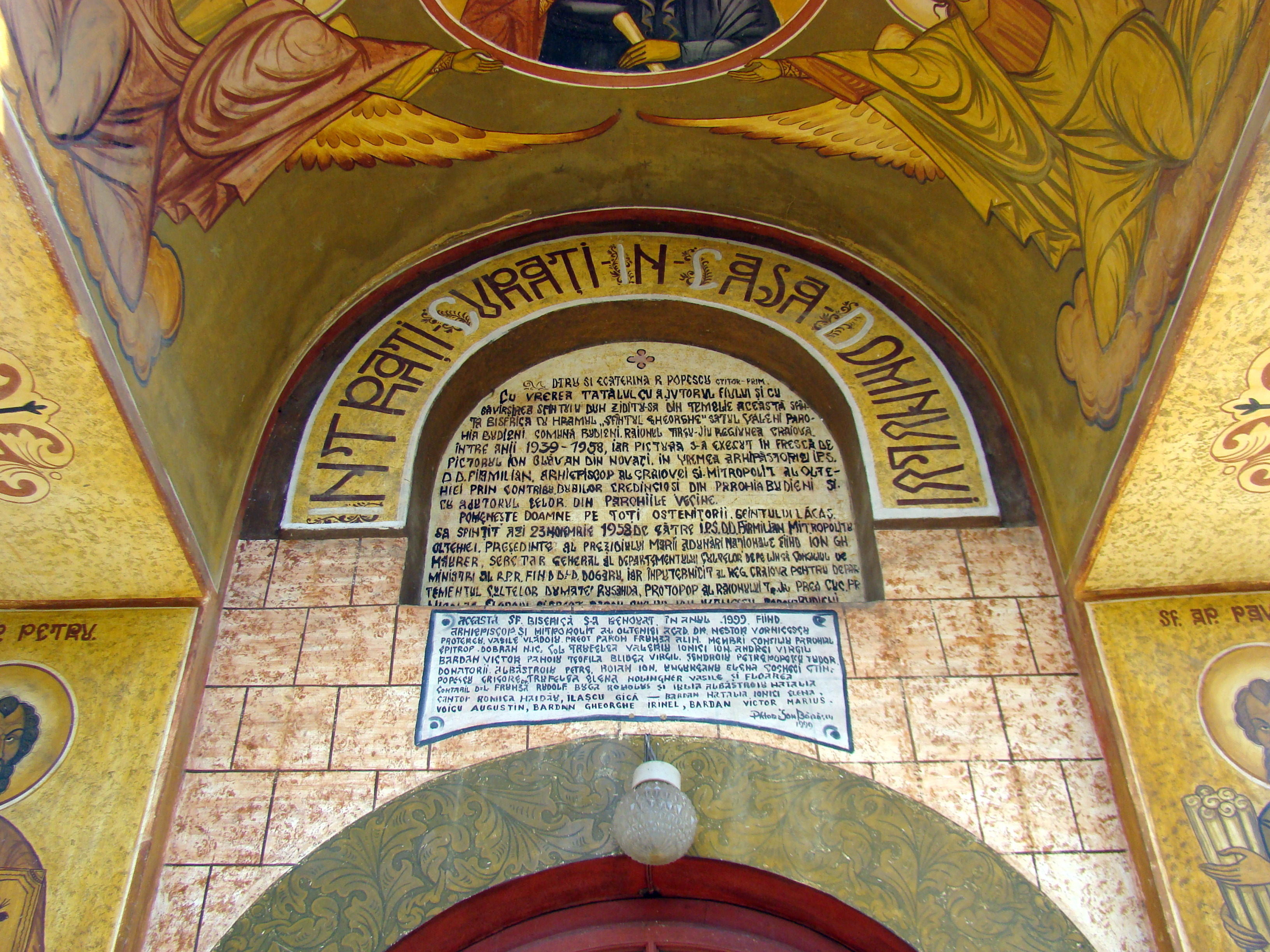
Biserica din cătunul Văleni (4)
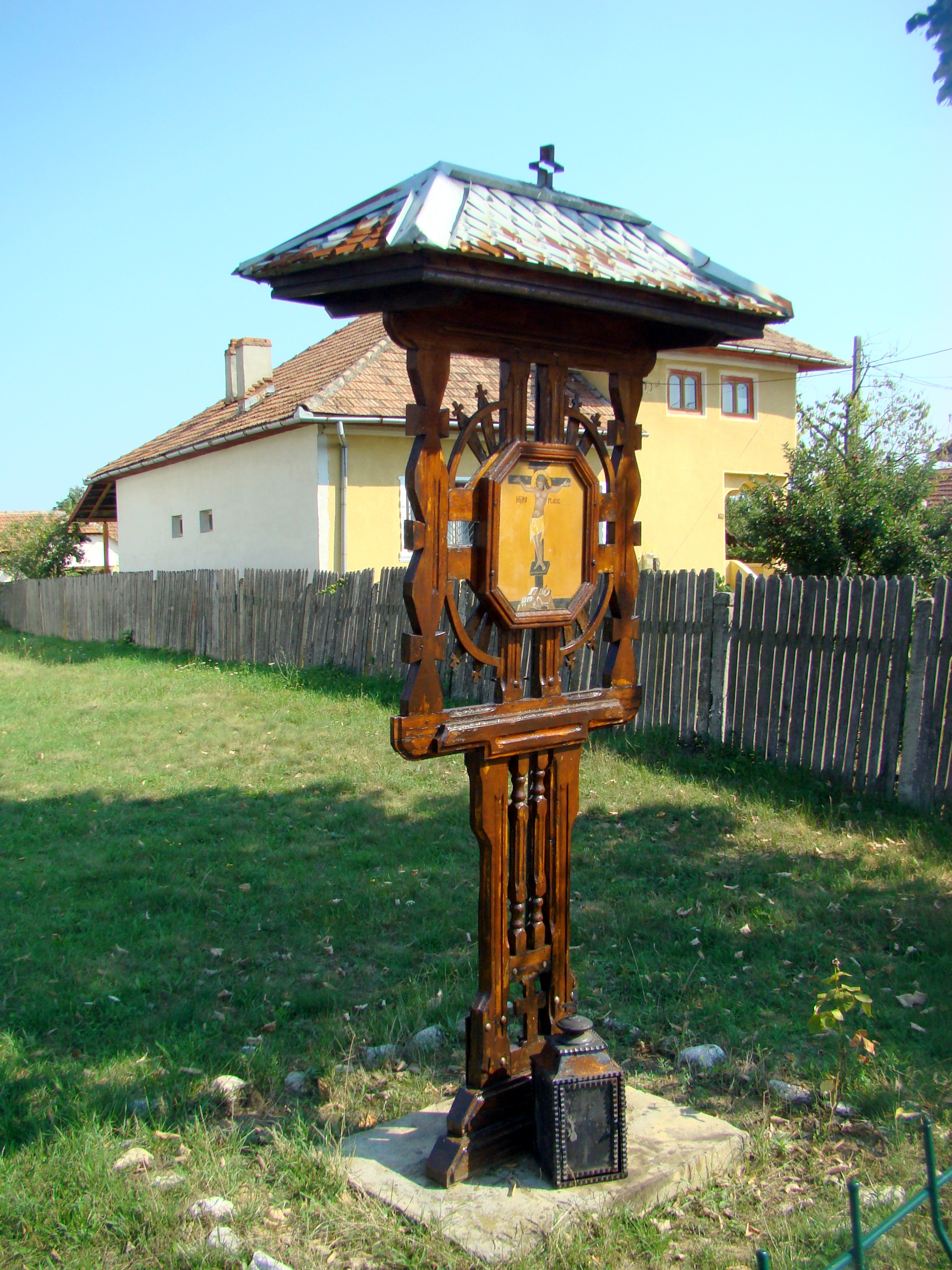

1. ↑  „Legături spirituale ale membrilor comunității și nu numai”. Facebook.